# Kremlin Cup 2003
Der Kremlin Cup 2003 waren ein Tennisturnier der WTA Tour 2003 für Damen und ein Tennisturnier der ATP Tour 2003 für Herren im Olimpijski in Moskau und fanden zeitgleich vom 27. September bis zum 5. Oktober 2003 statt.